# Première église congrégationaliste de Sterling
La première église congrégationaliste de Sterling (en anglais : First Congregational Church of Sterling) est une Église congrégationaliste de l'Église unie du Christ située à Sterling, dans l'État américain de l'Illinois. Son édifice de style roman richardsonien, construit de 1897 à 1898, est aujourd'hui inscrit au Registre national des lieux historiques. La couleur de sa façade lui vaut le surnom de Grande Église rouge (Big Red Church).

## Localisation
La première église congrégationaliste se trouve au numéro 311 de la Deuxième Avenue au croisement de la 4e rue est, dans le centre-ville de Sterling.

## Historique
Après qu'une famille de l'Indiana a découvert la présence d'une communauté congrégationaliste à Sterling, douze hommes étudient la possibilité de créer une paroisse dès 1856. La paroisse est officiellement créée  le 21 juin 1857 avec 54 membres. Elle se réunit d'abord dans un autre bâtiment de la ville, avant de s'installer à Central Hall en 1860. Les paroissiens décident en 1863 de construire une première église de style néo-roman.
La construction d'une nouvelle Église congrégationaliste à Sterling est annoncée le 15 mai 1896. Le 1er juillet suivant, la Sterling Gazette annonce que le dessin d'architecte est sélectionné pour l'édifice dont la construction coûterait 15 000 $ (
soit 461 000 $ en 2025). Celui-ci est bâti de 1897 à 1898 pour un coût final de 25 000 $ (
soit 768 300 $ en 2025). À la construction de l'édifice, près de 500 fidèles assistent au culte chaque dimanche. Néanmoins, l'assistance décroît brutalement lors de la Première Guerre mondiale : elle passe ainsi de 1 094 membres en 1920 à 335 membres en 1923.
En 1948, la tour sud-est de l'église et les parties voisines subissent des travaux. Le toit de l'édifice est remplacé en 1953. En 1959, l'Education Building, la partie destinée à l'enseignement, est ajoutée et d'autres parties sont rénovées.
Depuis la fin des années 1950, la première église congrégationaliste de Sterling est rattachée à l'Église unie du Christ,.
Son édifice est inscrit au Registre national des lieux historiques depuis le 7 novembre 1995,.

## Architecture

### Style et plan
L'église par l'architecte Wesley Arnold et construit par P. J. Van Horne. Un des édifices les plus imposants de la ville, il est le plus bel exemple d'architecture roman richardsonien de Sterling et ses alentours.
L'ensemble est divisé en deux bâtiments séparés par une cour intérieure. Le bâtiment nord comprend notamment une salle de prière octogonale bordée de narthex, un chœur en trois parties (dont une en mezzanine), une salle de conférences, une salle à cheminée et une cuisine. Le bâtiment sud, dénommé Education Building, comprend plusieurs salles de cours, des bureaux, une infirmerie et un patio. Une partie de l'édifice nord est à deux étages, tandis que l'Education Building ne compte qu'un étage.

### Extérieur

#### Façades
Les façades de l'église sont faites de grès rouge de Portage dans les parties inférieures (jusqu'aux bases des fenêtres) et de brique dans les parties supérieures : les façades nord et est sont en brique rouge de Saint-Louis, tandis que les façades ouest et sud sont en brique classique. Les façades ont des hauteurs différentes : ainsi, le côté oriental donnant sur la Seconde Avenue est haut de 87 pieds (26,5 m), tandis que le côté nord donnant sur la 4e rue l'est de 111 pieds (33,8 m).
Les façades nord et est possèdent des grandes fenêtres à arcs brisés incluses dans de grands pignons identiques en saillie. Le pignon de la façade orientale est surmonté d'une croix celtique. Dans la partie centrale de la façade orientale, les deux entrées principales comportent chacune une double porte en bois de chêne sur laquelle sont sculptées une croix et une Bible. Ces entrées sont surmontées de toits plats en grès rouge. Elles sont devancées par des perrons en ciment dont les escaliers escaliers en ciment rouge possèdent des rampes d'appuis centrales en ferne rampe. Une rampe d'accès pour personnes à mobilité réduite se trouve devant la porte la plus au sud. En outre, le côté nord possède cinq portes en rez-de-chaussée. L'entrée nord possède une double porte identique aux deux autres et surmontée de cinq fenêtres, dont une semi-circulaire sur laquelle on peut lire l'inscription 1st Congregational Church (« 1re église congrégationaliste »). Cet ensemble se trouve sous un toit en croupe pyramidal.
Les façades sud et ouest possèdent des pignons en saillie de plus petite taille recouverts de bardeaux d'amiante. Leurs fenêtres sont incluses dans des encadrements en brique. Dans la partie centrale de la façade ouest, huit grandes fenêtres sont disposées les unes au-dessus des autres : les cinq fenêtres centrales ont une tête arquée, tandis que les autres possèdent des linteaux et des rebords. On peut également distinguer sur la façade cinq petites fenêtres donnant sur la cave. Quant à elle, la façade sud possède cinq fenêtres couvertes au premier étage ; l'ensemble du chœur est bordé par une grande fenêtre semi-circulaire. Par ailleurs, quatre autres fenêtres donnent sur la cave tandis qu'une porte d'entrée est située côté ouest. La cave est accessible par une petite porte dans l'angle nord-ouest.

#### Toiture
L'ancien toit en croupe d'origine était fait d'ardoise du Vermont. En 1953, il remplacé par des bardeaux en amiante, tandis que les pignons à lucarnes triangulaires du toit et du clocher sont recouvertes.
Dans l'angle sud-ouest du toit s'élève une cheminée carrée ornée de deux ceintures de briques en saillie. Une autre petite cheminée rectangulaire est ornée d'une seule ceinture en brique dans l'angle nord-ouest.

#### Clocher-tour et tour circulaire
À l'angle des façades nord et est se trouve un clocher-tour haut de 100 pieds (30,5 m) renforcé par des contreforts en brique dans trois de ses angles. Dans leurs parties inférieures, les façades nord et est de la tour comportent des baies triples séparées par leur traverse d'imposte des lucarnes sermi-circulaires. Dans leurs parties supérieures, on peut voir quatre ouvertures à tête semi-circulaire surmontées par une arcade en encorbellement. Le clocher-tour est recouvert d'un toit en croupe pyramidal surmonté d'un épi de faîtage en forme de fleur de lys.
Une tour circulaire plus petite marque l'angle des façades sud et est de l'église. Elle est également en brique, avec une fine couronne en brique polie en saillie qui met en valeur son toit conique. Elle possède trois grandes fenêtres simples à têtes semi-circulaires, avec têtes et rebords inférieurs en grès, dont une donne sur la façade sud.

### Intérieur
L'intérieur de l'église est conçue selon le plan d'Akron (en), répandu dans les églises méthodistes. L'architecte Wesley Arnold était en effet le fils d'un pasteur méthodiste.

#### Salle principale
La salle principale, dénommée « sanctuaire », est de forme quasi octogonale. Située dans la partie nord-est de l'édifice, elle est bordée par deux narthex (un au nord et un à l'est) qui lui donnent trois larges entrées. Son carré central est large de 57 pieds (17,4 m). Dans la partie sud-ouest de la salle se trouve une estrade surélevée avec une chaire à prêcher, autour de laquelle les bancs de quelque 450 places sont disposés en arc de cercle. Les bancs sont disposés sur un parquet en bois de chêne rouge. Dans la partie arrière de la salle, les murs sont ornés de trois arches Tudor. Au-dessus de la chaire et de la mezzanine du chœur, deux arches se rencontrent, soutenues par une colonne gothique en bois de chêne poli entre le chœur et la chaire.
Le plafond de la salle est soutenu par les murs latéraux et culmine au centre de l'octogone à 34 pieds (10,4 m) de haut. Il est fait de panneaux en bois de chêne poli. La salle est éclairée par 160 lampes à incandescence.

#### Vitraux
L'église possède des vitraux considérés comme les plus beaux de Sterling, si bien qu'ils lui auraient valu le surnom d'« église aux vitraux ».
Sur les façades nord et est, les grandes fenêtres à vitraux sont inscrites dans des encadrements en grès à arc en plein cintre. Ils sont installés en 1953 en remplacement de précédents vitraux. Sur le mur sud, un vitrail de 1948 représente Jésus-Christ à Gethsémani au-dessus de quatre vitraux montrant les évangélistes. Cette fenêtre, offerte par des parents de vétérans de la Seconde Guerre mondiale pour célébrer le retour de leurs fils. Un autre petit vitrail coloré à tête semi-circulaire est installé en 1953 à gauche des combles du chœur.
D'autres fenêtres colorées, simples, doubles ou multiples, sont aménagées sur les façades afin d'éclairer l'intérieur de l'édifice. Leurs embrasures extérieures possèdent des arches en grès, des linteaux et/ou des rebords.

## Galerie d'images

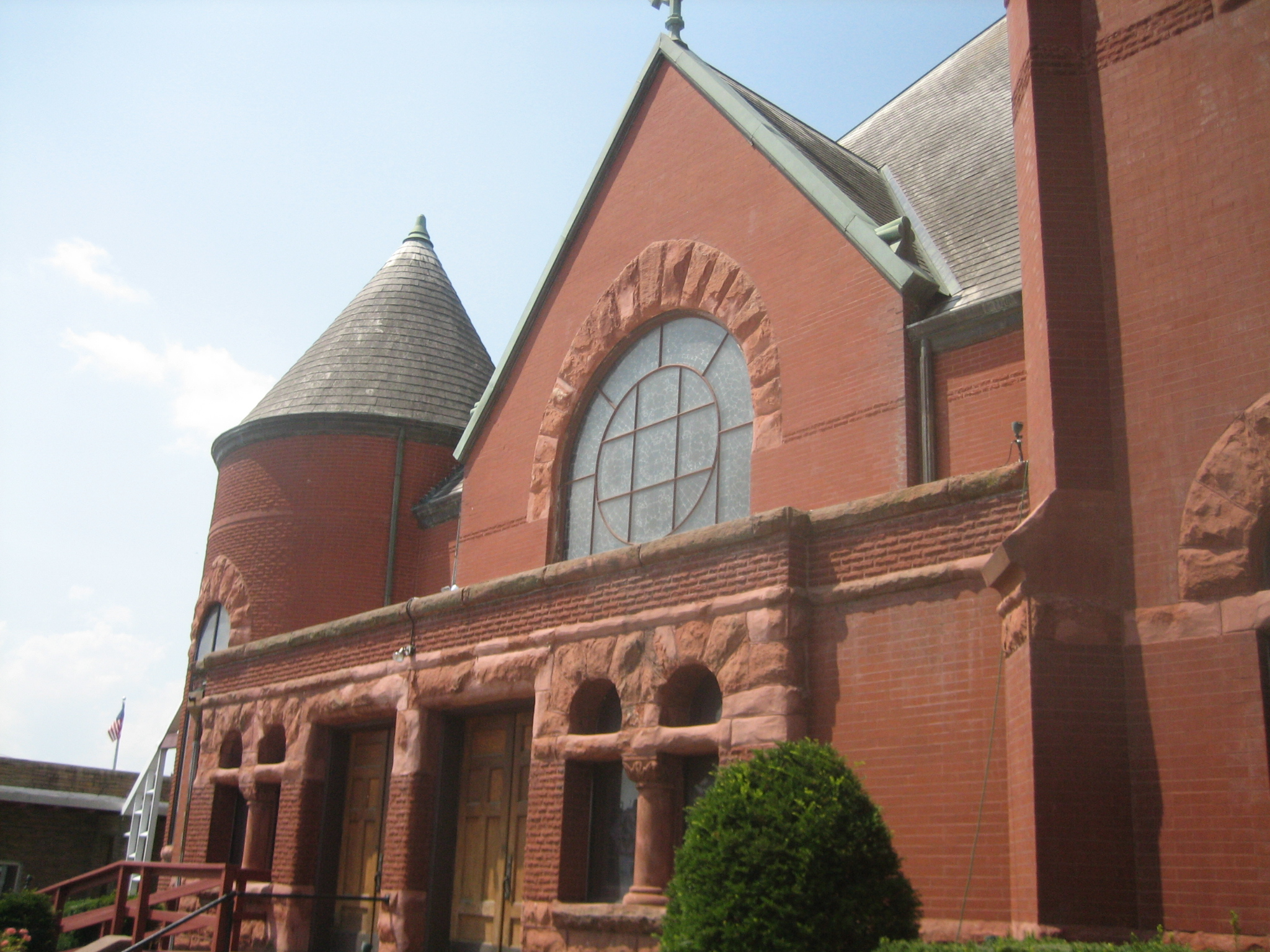
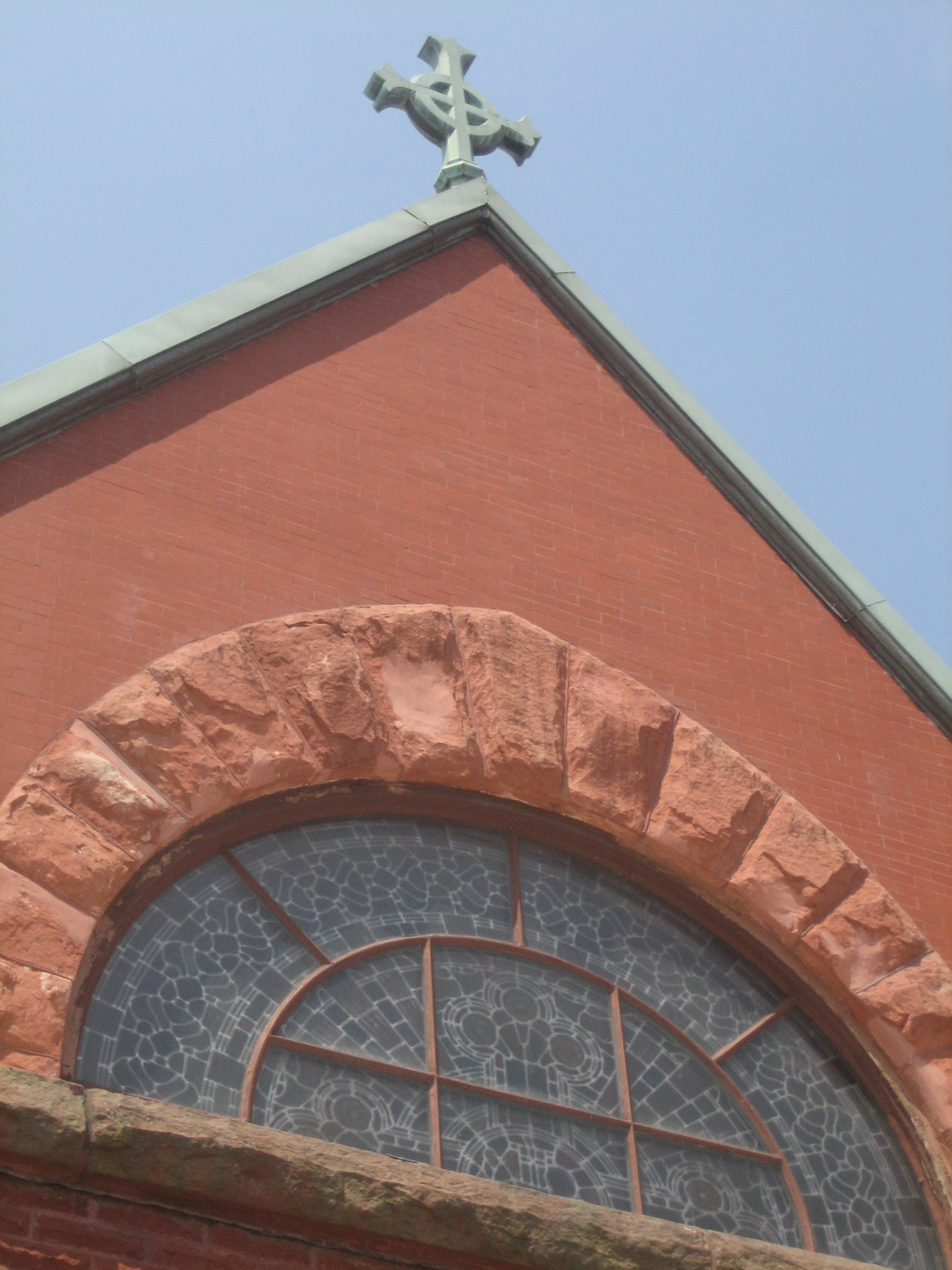
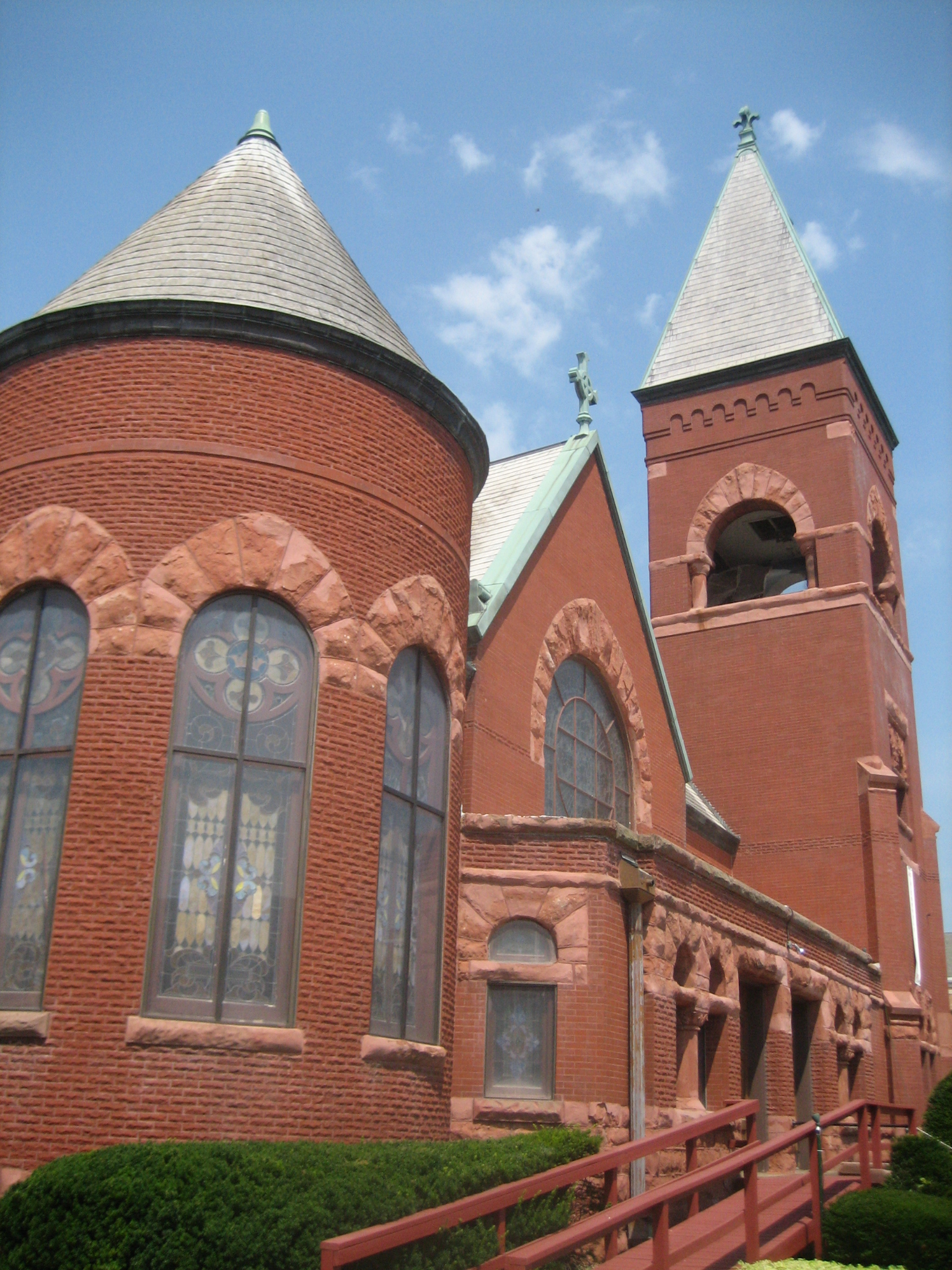
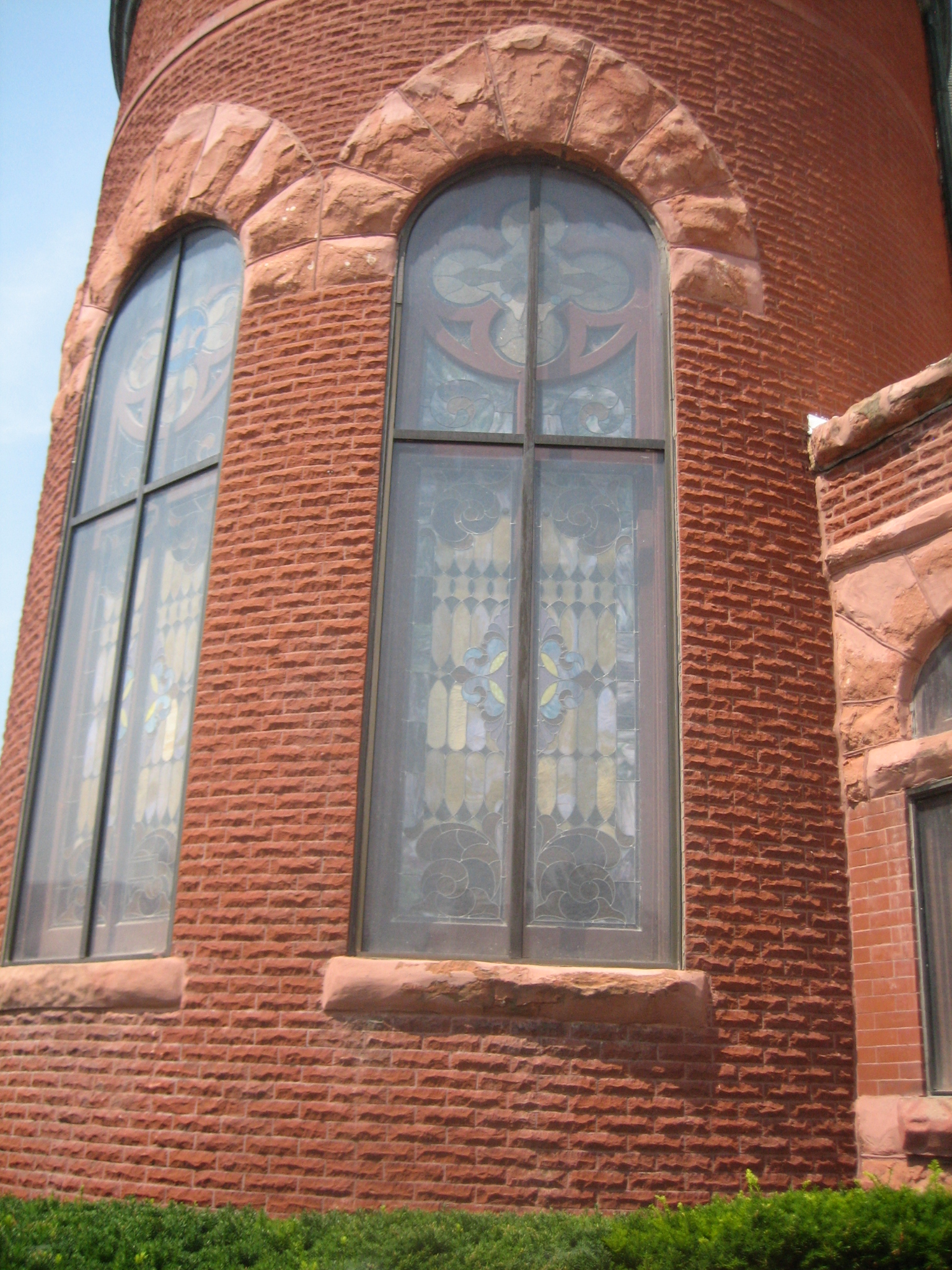